# Internacional partidária
Uma organização internacional partidária é uma organização transnacional de partidos políticos com ideologia ou orientação política semelhante (por exemplo, comunismo, socialismo, liberalismo e islamismo). O internacional trabalha em conjunto em pontos de comum acordo para coordenar e aparelhar os partidos de maneira internacional, em busca de auxilios entre nações.
Os políticos internacionais aumentaram em popularidade e influência desde seus primórdios na esquerda política da Europa do século XIX, à medida que ativistas políticos prestaram mais atenção aos desenvolvimentos a favor ou contra seu favor ideológico em outros países e continentes. Após a Segunda Guerra Mundial, outros movimentos ideológicos formaram seus internacionais políticos para se comunicar entre parlamentares e candidatos legislativos alinhados, bem como para se comunicar com organizações intergovernamentais e supranacionais, como as Nações Unidas e, mais tarde, a União Européia. As internacionais também formam ramos supranacionais e regionais (por exemplo, um ramo europeu ou um ramo africano) e mantêm relações fraternais ou de governo com alas específicas do setor (por exemplo, alas de jovens ou mulheres).
Os internacionais geralmente não têm um papel significativo. Os internacionais oferecem às partes uma oportunidade de compartilhamento de experiências. As partes pertencentes a internacionais têm várias obrigações e podem ser expulsas por não cumprirem essas obrigações. Por exemplo, durante a Primavera Árabe de 2011, a Internacional Socialista expulsou os partidos governantes da Tunísia e do Egito por realizarem ações incompatíveis com os valores desta internacional.

## Lista de organizações internacionais partidárias notáveis

### Atualmente
- Centrista Democrata Internacional (democracia cristã), fundada em 1961
- Foro de São Paulo (socialismo do século 21), fundado em 1990
- Quarta Internacional (Trotskismo), fundada em 1938 por Leon Trotsky e depois dividida em várias internacionais concorrentes e posteriormente reunificada em 1963
- Global Verde (política verde), fundada em 2001
- Internacional Humanista (humanismo), fundada em 1989 pelo Movimento Humanista
- Aliança Internacional de Partidos Libertários (libertarianismo), fundada em 2015
- Internacional das Federações Anarquistas (síntese anarquista), fundada em 1968
- Conferência Internacional de Partidos e Organizações Marxistas-Leninistas (Unidade e Luta) (Hoxhaismo), fundada em 1994
- União Democrata Internacional (conservadorismo), fundada em 1993
- Liga Internacional de Luta dos Povos (anti-imperialismo), fundada em 2001
- Tendência Marxista Internacional (Trotskismo), fundada em 1992
- Encontro Internacional de Partidos Comunistas e Operários (Marxismo-Leninismo), fundado em 1998
- Liga Monarquista Internacional (monarquia, monarquia constitucional), fundada em 1943
- Esquerda Revolucionária Internacional (Trotskismo), fundada em 2019
- Alternativa Socialista Internacional (Trotskismo), fundada em 2020
- Tendência Socialista Internacional (Trotskismo), fundada em 1958
- Associação Internacional dos Trabalhadores (anarco-sindicalismo), fundada em 1922
- Liberal International (liberalismo), fundada em 1947 e constituída pelo Manifesto de Oxford
- Irmandade Muçulmana (Islamismo), fundada em 1928
- Hizb ut-Tahrir (Islamismo), fundado em 1958
- Partidos Piratas Internacionais (política pirata), fundada em 2010
- Aliança Progressista (social-democracia e progressismo), uma rede de partidos de centro-esquerda formada como rival da Internacional Socialista em 2013
- Internacional Progressista (socialismo democrático, social-democracia e progressivismo), uma organização que une ativistas e organizações progressistas de esquerda, formada em 2020
- Internacional Socialista (socialismo democrático), uma federação de partidos socialistas fundada em 1951
- Movimento Socialista Mundial (Marxismo), fundado em 1904
- União Mundial dos Nacional-Socialistas (Nazismo), fundada em 1962

### Extintos
- Aliança dos Democratas (liberalismo), reunindo grupos semelhantes em perspectiva ao Partido Democrata Europeu e ao Partido Democrata dos Estados Unidos fundado em 2005, mas inativo desde 2012
- Internacional anarquista de St. Imier (anarquismo), formado após a expulsão dos anarquistas da Primeira Internacional pela facção marxista no Congresso de Haia, fundado em 1872 e extinto em 1877
- Comitê por uma Internacional dos Trabalhadores (Trotskismo), fundado em 1974
- Internacional Comunista (socialismo revolucionário), também conhecido como Comintern e Terceira Internacional, uma federação de partidos comunistas fundada em 1919 por Vladimir Lenin e dissolvida em 1943 por Joseph Stalin
- E2D Internacional (E-democracia, democracia direta), fundada em 1 de janeiro de 2011, mas inativa desde 29 de agosto de 2013
- Fascista Internacional (fascismo), também conhecido como a conferência fascista de Montreux de 1934, uma conferência de partidos fascistas europeus realizada em 16-17 de dezembro de 1934 em Montreux, Suíça
- Solidariedade Libertária Internacional (anarquismo), fundada em 2001
- Seminário Comunista Internacional (Marxismo-Leninismo), fundado em 1996 e extinto em 2014
- Conferência Internacional de Partidos e Organizações Marxistas-Leninistas (Boletim Internacional), fundada em 1998, extinta em 2017
- Associação Internacional dos Trabalhadores (comunismo, anarquismo e socialismo revolucionário), comumente conhecida como a Primeira Internacional, fundada em 1864 e extinta em 1876
- Associação Internacional dos Trabalhadores (anarquismo), também conhecida como Internacional Negra, fundada em 1881 e extinta em 1886
- Segunda Internacional (socialismo), fundada em 1889 e dissolvida em 1916
- Internacional Situacionista (socialismo libertário), grupo revolucionário que opera de 1957 a 1972

## Não internacionais, mas semelhantes em funcionamento
- Anarkismo.net, agrupamento de organizações políticas anarquistas plataformistas/especifistas lançado em 2005 para facilitar uma maior cooperação internacional, mas longe de ser internacional neste momento
- Conferência Internacional de Partidos Políticos Asiáticos, fundada em 2002, promove cooperação e intercâmbio entre partidos asiáticos de diversas ideologias
- Partido Radical Transnacional, associação política de cidadãos libertários, liberais e radicais, parlamentares e membros do governo de várias origens nacionais e políticas fundada em 1989 e associada ao Conselho Econômico e Social das Nações Unidas
- Partidos Ecológicos Mundiais, associação de partidos ambientalistas centristas fundada em 2003
- Conferência Permanente de Partidos Políticos da América Latina e do Caribe, promove cooperação e intercâmbio entre partidos latino - americanos de diversas ideologias
- Eixo da Resistência -- ideologicamente diverso; inclui islamistas xiitas, baathistas e outras facções afiliadas ao Irã e ao governo Assad na Síria. Membros notáveis incluem o Hezbollah, o Movimento Houthi no Iêmen, a Jihad Islâmica Palestina e as Forças de Mobilização Popular no Iraque.